# الأغلب العجلي
الأغلبُ بن عَمْرو بن عبيدة بن حارثة، من ربيعة (... - 19 هـ = ... - 640 م): أوّلُ مَنْ رَجَّزَ الأراجيز الطِّوالَ من العربِ. كان الأغلبُ من المُعَمَّرين؛ فقد ذكر مترجموه أنَّه عُمر زُهاء تسعين سنة، عاش شطراً منها في الجاهليّة، وأدرك الإسلامَ فأسلمَ، وشارك في معارك الفتح الإسلامي.
للأغلب قَصبُ السَّبْق في تطويل الأراجيز، ذلك أنَّ العربَ كانت ترتجز في الحرب والحُداء والمفاخرة، فتأتي منه بأبيات يسيرة، فجاء الأغلب فقصَّد الرجز وأطالَه، ثم انتحى النّاسُ سَمْتَه كأبي النجم العجلي ورؤبة والعجاج وغيرهم. قال الآمدي: هو أرجز الرجاز وأرصنهم كلاما وأصحهم
معاني.

## الوفاة
في آواخر حياته، توجه مع سعد بن أبي وقاص غازيا فنزل الكوفة، واستشهد في واقعة نهاوند سنة 19 هـ. قال البكري: الاغلب العجلي آخر من عمر في الجاهلية عمرا طويلا .